# Liste des Mays de Notre-Dame
Les « Mays » désignent les tableaux dont un était commandé chaque année entre 1630 et 1707 (à l'exception des années 1683 et 1694) par la corporation des orfèvres pour qu'il soit offert, dans les premiers jours de mai, à la cathédrale Notre-Dame de Paris.

## Liste des Mays de Notre-Dame
| Tableau | Date | Auteur                      | Titre                                                                              | Notes                                               | Lieu de conservation                                               |
| ------- | ---- | --------------------------- | ---------------------------------------------------------------------------------- | --------------------------------------------------- | ------------------------------------------------------------------ |
|         | 1630 | Georges Lallemant           | Saint Pierre et saint Paul montant au temple                                       | réplique réduite à Saint-Chéron, église paroissiale | perdu                                                              |
|         | 1631 | Pierre-Antoine Lemoine      | Le miracle de la sainte Vierge                                                     |                                                     | perdu                                                              |
|         | 1632 | Aubin Vouet                 | La mort de Saphire et Ananias                                                      |                                                     | Rouen, musée des Beaux-Arts                                        |
|         | 1633 | Georges Lallemant           | Saint Étienne priant avant d'être lapidé                                           |                                                     | perdu                                                              |
|         | 1634 | Jacques Blanchard           | La Descente du saint Esprit                                                        |                                                     | Paris, cathédrale Notre-Dame                                       |
|         | 1635 | Laurent de La Hyre          | Saint Pierre guérissant les malades de son ombre                                   |                                                     | Paris, cathédrale Notre-Dame                                       |
|         | 1636 | Jacques de Létin            | Saint Paul prêchant à l'Aréopage                                                   |                                                     | détruit en 1870, autrefois à Strasbourg, musée des Beaux-Arts      |
|         | 1637 | Laurent de La Hyre          | La conversion de saint Paul                                                        |                                                     | Paris, cathédrale Notre-Dame                                       |
|         | 1638 | Claude Vignon               | Le baptême de l'eunuque de la reine Candace                                        |                                                     | perdu                                                              |
|         | 1639 | Aubin Vouet                 | Le centurion Corneille aux pieds de saint Pierre                                   |                                                     | Paris, cathédrale Notre-Dame                                       |
|         | 1640 | Aubin Vouet                 | La délivrance de saint Pierre                                                      |                                                     | Toulouse, musée des Augustins                                      |
|         | 1641 | Nicolas Prévost             | La décollation de saint Jacques                                                    |                                                     | perdu                                                              |
|         | 1642 | Charles Poerson             | La prédication de saint Pierre à Jérusalem                                         |                                                     | Paris, cathédrale Notre-Dame                                       |
|         | 1643 | Sébastien Bourdon           | Le crucifiement de saint Pierre                                                    |                                                     | Paris, cathédrale Notre-Dame                                       |
|         | 1644 | Michel Corneille l'Ancien   | Saint Paul et saint Barnabé à Lystre                                               |                                                     | Arras, musée des Beaux-Arts                                        |
|         | 1645 | Charles Errard              | Saint Paul recouvre la vue                                                         |                                                     | perdu                                                              |
|         | 1646 | Louis Boullogne le Père     | Le miracle de saint Paul à Éphèse                                                  |                                                     | Arras, musée des Beaux-Arts                                        |
|         | 1647 | Charles Le Brun             | Le Crucifiement de saint André                                                     |                                                     | Paris, cathédrale Notre-Dame                                       |
|         | 1648 | Louis Boullogne le Père     | Le martyre de saint Simon                                                          |                                                     | Arras, musée des Beaux-Arts                                        |
|         | 1649 | Eustache Le Sueur           | La Prédication de saint Paul à Éphèse                                              |                                                     | Paris, musée du Louvre                                             |
|         | 1650 | Nicolas Loir                | Saint Paul rend aveugle le faux prophète Barjesu et convertit le proconsul Sergius |                                                     | Paris, cathédrale Notre-Dame                                       |
|         | 1651 | Charles Le Brun             | La lapidation de saint Étienne                                                     |                                                     | Paris, cathédrale Notre-Dame                                       |
|         | 1652 | Louis Testelin              | Saint Pierre ressuscite la veuve de Tabithe                                        |                                                     | Arras, musée des Beaux-Arts                                        |
|         | 1653 | Charles Poerson             | Saint Paul à Malte piqué par une vipère                                            |                                                     | perdu                                                              |
|         | 1654 | Zacharie Heince             | La conversion de Lydie                                                             |                                                     | perdu                                                              |
|         | 1655 | Louis Testelin              | La flagellation de saint Paul et Silas                                             |                                                     | Paris, cathédrale Notre-Dame                                       |
|         | 1656 | Étienne Villequin           | Saint Paul délivrant Agrippa                                                       |                                                     | Lyon, église Saint-Pothin                                          |
|         | 1657 | Louis Boullogne le Père     | La décollation de saint Paul                                                       |                                                     | Paris, musée du Louvre                                             |
|         | 1658 | Michel Corneille l'Ancien   | Saint Pierre à Césarée                                                             |                                                     | Toulouse, église Saint-Pierre                                      |
|         | 1659 | René Dudot                  | Saint Pierre ressuscite Tabitha                                                    |                                                     | perdu                                                              |
|         | 1660 | Antoine Paillet             | Le martyre de saint Barthélemy                                                     |                                                     | Lyon, cathédrale Saint-Jean                                        |
|         | 1661 | Noël Coypel                 | Saint Jacques conduit au supplice guérit un paralytique et embrasse son accusateur |                                                     | Paris, musée du Louvre                                             |
|         | 1662 | Daniel Hallé                | Le martyre de saint Jean à la Porte Latine                                         |                                                     | Clermont-Ferrand, musée d'Art Roger-Quilliot                       |
|         | 1663 | Thomas Blanchet             | Le ravissement de saint Philippe                                                   |                                                     | Arras, musée des Beaux-Arts                                        |
|         | 1664 | Jérôme Sorlay               | L'apparition du Christ à saint Pierre                                              |                                                     | Versailles, cathédrale Saint-Louis                                 |
|         | 1665 | Zacharie Heince             | Saint Pierre et Simon le magicien                                                  |                                                     | perdu                                                              |
|         | 1666 | Nicolas de Plattemontagne   | La conversion du geôlier de Saint Paul                                             |                                                     | Paris, musée du Louvre                                             |
|         | 1667 | Jean-Baptiste de Champaigne | Saint Paul renversé et lapidé dans la ville de Lystre                              |                                                     | Marseille, musée des Beaux-Arts                                    |
|         | 1668 | Claude-François Vignon      | Saint Barthélemy guérissant la file du roi d'Arménie                               |                                                     | perdu                                                              |
|         | 1669 | Louis Boullogne le Père     | L'Ascension                                                                        |                                                     | perdu                                                              |
|         | 1670 | Gabriel Blanchard           | Saint André tréssaille de joie à la vue de son supplice                            |                                                     | Paris, cathédrale Notre-Dame                                       |
|         | 1671 | Jean-Baptiste de Cany       | La Conversion de saint Denys L'Aréopagite à Athènes                                |                                                     | perdu                                                              |
|         | 1672 | Michel Corneille le Jeune   | La vocation de saint Pierre et saint André                                         |                                                     | Arras, musée des Beaux-Arts                                        |
|         | 1673 | Jean Jouvenet               | Jésus guérissant le paralytique                                                    |                                                     | détruit en 1944 dans la chapelle de l'École militaire de Saint-Cyr |
|         | 1674 | Claude II Audran            | La décollation de saint Jean-Baptiste                                              |                                                     | Paris, musée du Louvre                                             |
|         | 1675 | René-Antoine Houasse        | La Vision de saint Étienne                                                         |                                                     | Paris, musée du Louvre                                             |
|         | 1676 | Michel Ballin               | La séparation de saint Paul et de saint Barnabé                                    |                                                     | perdu                                                              |
|         | 1677 | François Verdier            | La Résurrection de Lazare                                                          |                                                     | Paris, église Saint-Germain-des-Prés                               |
|         | 1678 | Bon Boullogne               | Le Christ guérissant le paralytique à la piscine de Bezatha                        |                                                     | Arras, musée des Beaux-Arts                                        |
|         | 1679 | Jean-Baptiste Corneille     | La Délivrance de saint Pierre                                                      |                                                     | perdu                                                              |
|         | 1680 | Antoine Coypel              | L'Assomption de la Vierge                                                          |                                                     | Mirande, église Sainte-Marie                                       |
|         | 1681 | Alexandre Ubelesqui         | Le baptême du Christ                                                               |                                                     | perdu                                                              |
|         | 1682 | Jean Cotelle                | Les Noces de Cana                                                                  |                                                     | Yssingeaux, église Saint-Pierre                                    |
|         | 1683 |                             |                                                                                    | pas de may                                          |                                                                    |
|         | 1684 | Charles-François Poerson    | Le Christ guérissant les malades à Gennésareth                                     |                                                     | Saint-Symphorien-de-Lay, église Notre-Dame                         |
|         | 1685 | Louis de Boullogne le jeune | Le centurion aux pieds du Christ                                                   |                                                     | Arras, musée des Beaux-Arts                                        |
|         | 1686 | Claude Guy Hallé            | Jésus chassant les marchands du Temple                                             |                                                     | Arras, musée des Beaux-Arts                                        |
|         | 1687 | Louis Chéron                | Le prophète Agabus prédisant à saint Paul ses souffrances à Jérusalem              |                                                     | Paris, cathédrale Notre-Dame                                       |
|         | 1688 | Guy Louis Vernansal         | Le Christ ressuscitant la fille de Jaïre                                           |                                                     | Arras, musée des Beaux-Arts                                        |
|         | 1689 | Louis Chéron                | La Décollation de saint Jean Baptiste                                              |                                                     | perdu                                                              |
|         | 1690 | Simon Guillebault           | Le Christ ressuscitant le fils de la veuve de Naïm                                 |                                                     | Larchant, Basilique Saint-Mathurin                                 |
|         | 1691 | Alexandre Ubelesqui         | Le Christ guérissant les malades                                                   |                                                     | Paris, musée du Louvre                                             |
|         | 1692 | Arnould de Vuez             | L'incrédulité de saint Thomas                                                      |                                                     | Lyon, cathédrale Saint-Jean                                        |
|         | 1693 | Joseph Parrocel             | La Prédication de saint Jean-Baptiste                                              |                                                     | Arras, musée des Beaux-Arts                                        |
|         | 1694 |                             |                                                                                    | pas de may                                          |                                                                    |
|         | 1695 | Louis de Boullogne le jeune | Le Christ et la samaritaine                                                        |                                                     | Wardour Castle, Wiltshire, Angleterre                              |
|         | 1696 | Joseph Christophe           | La multiplication des pains                                                        |                                                     | perdu                                                              |
|         | 1697 | François Marot              | L'Apparition du Christ aux trois Marie                                             |                                                     | perdu                                                              |
|         | 1698 | Joseph Vivien               | L'Adoration des mages                                                              |                                                     | Givors, église Saint-Nicolas                                       |
|         | 1699 | François Tavernier          | Le repentir de saint Pierre                                                        |                                                     | perdu                                                              |
|         | 1700 | Guy Louis Vernansal         | Le Christ et le possédé aveugle et muet                                            |                                                     | perdu                                                              |
|         | 1701 | Étienne Regnault            | Le Christ et la femme adultère                                                     |                                                     | perdu                                                              |
|         | 1702 | Mathieu Elias               | Les fils de Sceva battus par le démon                                              |                                                     | Paris, cathédrale Notre-Dame                                       |
|         | 1703 | Louis de Silvestre          | Saint Pierre guérissant le paralytique à la porte du temple                        |                                                     | Arras, musée des Beaux-Arts                                        |
|         | 1704 | Claude Simpol               | Le Christ dans la maison de Marthe et Marie                                        |                                                     | Arras, musée des Beaux-Arts                                        |
|         | 1705 | Louis Galloche              | Saint Paul recevant les adieux des prêtres éphésiens                               |                                                     | Paris, musée du Louvre                                             |
|         | 1706 | Pierre-Jacques Cazes        | La guérison de l'hémorroïsse                                                       |                                                     | Arras, musée des Beaux-Arts                                        |
|         | 1707 | Jacques Courtin             | Saint Paul prêche à Troade et ressuscite le jeune Eutyque                          |                                                     | Toulouse, cathédrale Saint-Étienne                                 |